# Theridion modestum
Theridion modestum är en spindelart som först beskrevs av Simon 1894.  Theridion modestum ingår i släktet Theridion och familjen klotspindlar.
Artens utbredningsområde är Sri Lanka. Inga underarter finns listade i Catalogue of Life.